# Liste der Biografien/Mall
Liste der Biografien |
Portal Biografien |
Personensuche
# |
A |
B |
C |
D |
E |
F |
G |
H |
I |
J |
K |
L |
M |
N |
O |
P |
Q |
R |
S |
T |
U |
V |
W |
X |
Y |
Z |
?
 
Ma |
Mb |
Mc |
Md |
Me |
Mf |
Mg |
Mh |
Mi |
Mj |
Mk |
Ml |
Mm |
Mn |
Mo |
Mp |
Mq |
Mr |
Ms |
Mt |
Mu |
Mv |
Mw |
Mx |
My |
Mz
 
Maa |
Mab |
Mac |
Mad |
Mae |
Maf |
Mag |
Mah |
Mai |
Maj |
Mak |
Mal |
Mam |
Man |
Mao |
Map |
Maq |
Mar |
Mas |
Mat |
Mau |
Mav |
Maw |
Max |
May |
Maz
 
Mala |
Malb |
Malc |
Mald |
Male |
Malf |
Malg |
Malh |
Mali |
Malj |
Malk |
Mall |
Malm |
Maln |
Malo |
Malp |
Malq |
Malr |
Mals |
Malt |
Malu |
Malv |
Malw |
Maly |
Malz
Die Liste der Biografien führt alle Personen auf, die in der deutschsprachigen Wikipedia einen Artikel haben. Dieses ist eine Teilliste mit 264 Einträgen von Personen, deren Namen mit den Buchstaben „Mall“ beginnt.

## Mall
- Mall, Caroline (* 1967), Schweizer Politikerin (SVP)
- Mall, Edi (1924–2014), österreichischer Skirennläufer
- Mall, Eduard (1843–1892), deutscher Romanist und Anglist
- Mall, Franklin P. (1862–1917), US-amerikanischer Embryologe, Physiologe und Anatom
- Mall, Georg (1878–1956), deutscher Architekt und Politiker (DDP, DStP, DemP, FDP)
- Mall, Gerhart (1909–1983), deutscher Psychiater, Neurologe und Psychologe
- Mall, Hanna (* 1990), deutsche Schauspielerin und Sängerin
- Mall, Joël (* 1991), zyprischer Fußballtorhüter
- Mall, Lena (* 1993), deutsche SchauspielerinLena Mall (* 1993)

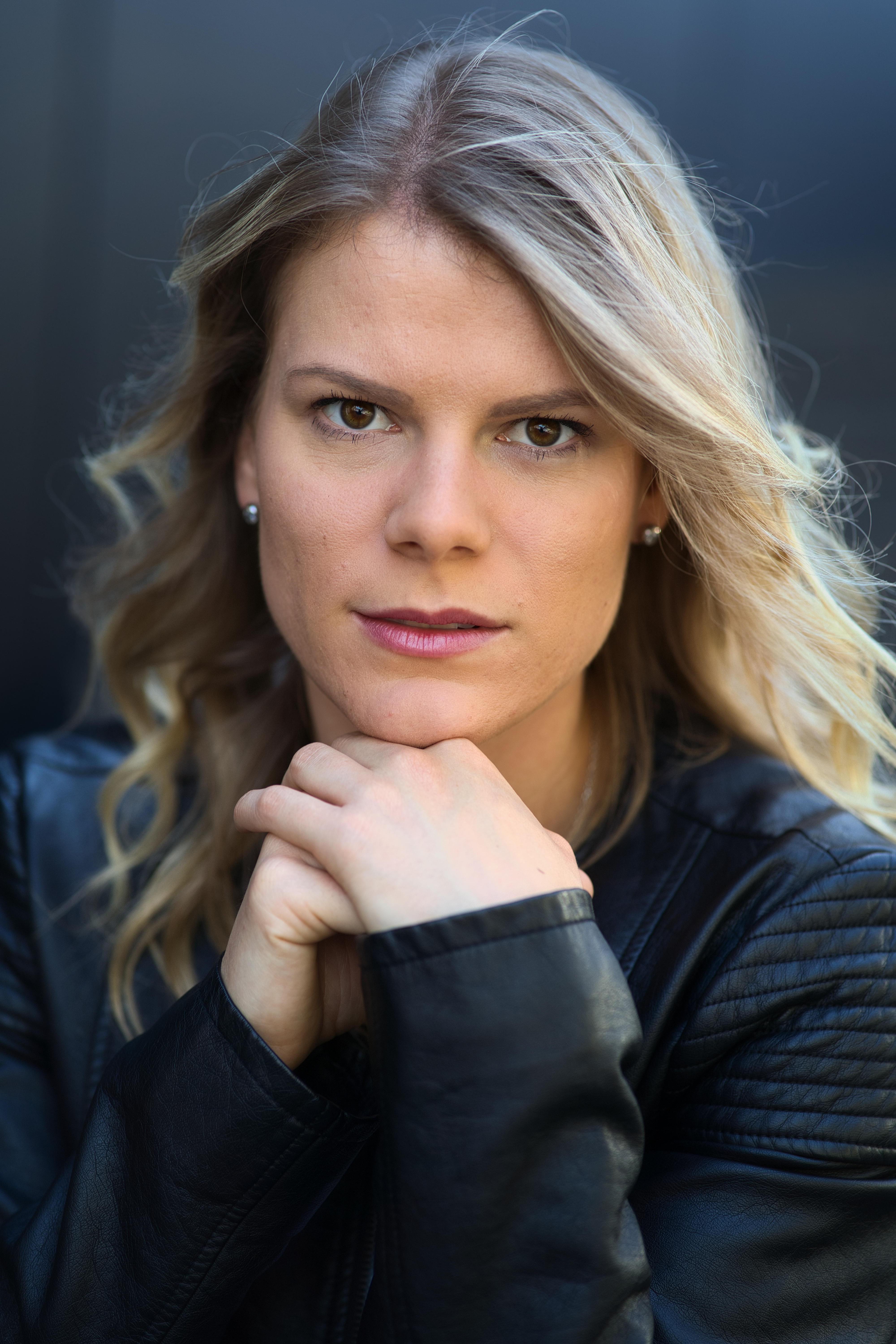
Lena Mall (* 1993)

- Mäll, Linnart (1938–2010), estnischer Politiker, Orientalist und Historiker
- Mall, Markus J. (* 1964), deutscher evangelischer Theologe und Kirchenhistoriker
- Mall, Ram Adhar (* 1937), indischer Philosoph
- Mall, Rodney (* 1967), US-amerikanischer Unternehmer und Autorennfahrer
- Mall, Roland (1951–2025), deutscher Fußballspieler
- Mall, Sebastian (1766–1836), deutscher katholischer Benediktinerpater, Theologe und Hochschullehrer
- Mall, Sepp (* 1955), italienischer Schriftsteller (Südtirol)
- Mall, Winfried (* 1952), deutscher Heilpädagoge

### Malla
- Malla Call, Ramón (1922–2014), spanischer Geistlicher, römisch-katholischer Bischof von Lleida
- Malla, Felip de (1380–1431), Präsident der Generalitat de Catalunya (1425–1428), Kanoniker der Kathedrale von Huesca (1423), Almosenier der Kathedrale von Elne (1423) und Archidiakon der Kathedrale von Barcelona (1424–1431)
- Mallaber, Judy (* 1951), britische Politikerin der Labour Party, Mitglied des House of Commons
- Mallaby, Christopher (1936–2022), britischer Diplomat
- Mallace, Calum (* 1990), schottischer Fußballspieler
- Mallach, Hans Joachim (1924–2001), deutscher Gerichtsmediziner
- Mallach, Paul (1866–1945), deutscher Landwirt, Gutsbesitzer und Politiker (Zentrum), MdL
- Mallachow, Lore (1894–1973), deutsche Schriftstellerin
- Mallada, Esmeralda (1937–2023), uruguayische Astronomin
- Mallalieu, Ann, Baroness Mallalieu (* 1945), britische Rechtsanwältin, Politikerin (Labour) und Präsidentin der Countryside Alliance
- Mallan, Jim (1927–1969), schottischer Fußballspieler
- Mallan, Stevie (* 1996), schottischer Fußballspieler
- Mallarach, Blai (* 1987), spanischer Wasserballspieler
- Mallard, Felix (* 1998), australischer SchauspielerFelix Mallard (* 1998)

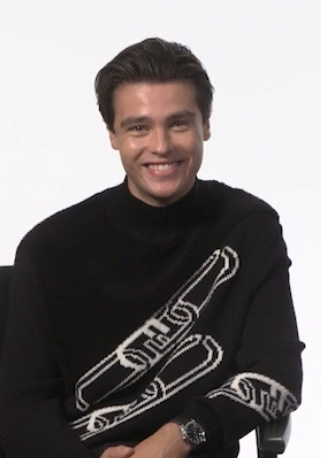
Felix Mallard (* 1998)

- Mallard, François Ernest (1833–1894), französischer Kristallograph und Mineraloge
- Mallard, Henri (1884–1967), australischer Fotograf
- Mallard, Sax (1915–1986), US-amerikanischer Jazz- und R&B-Musiker
- Mallard, Trevor (* 1954), neuseeländischer Politiker, Parlamentsabgeordneter und Parlamentspräsident sowie früherer Minister
- Mallari, Alex junior (* 1988), philippinisch-kanadischer Schauspieler
- Mallari, Roberto Calara (* 1958), philippinischer Geistlicher, römisch-katholischer Bischof von Tarlac
- Mallarmé, Stéphane (1842–1898), französischer SchriftstellerStéphane Mallarmé (1842–1898)

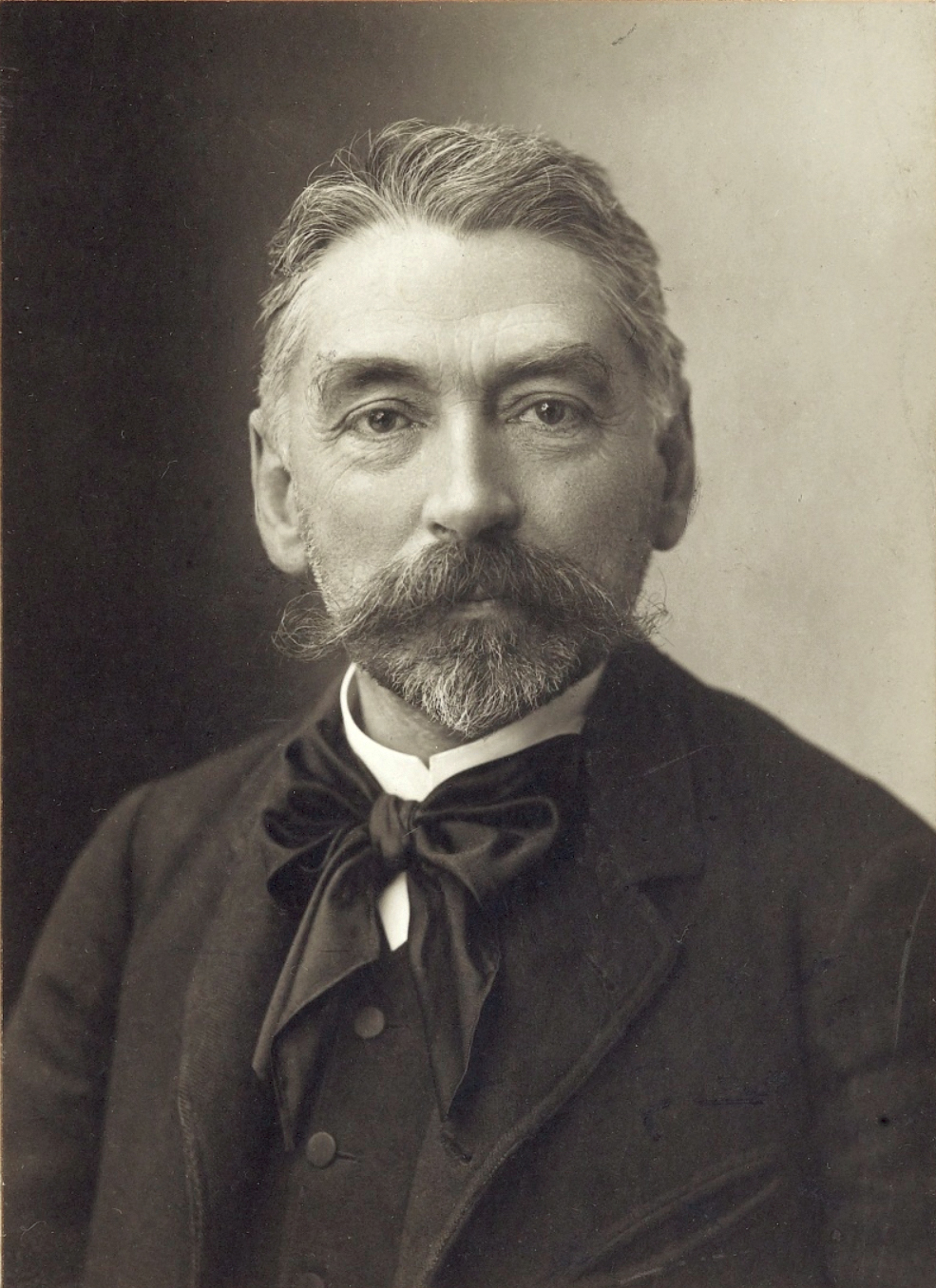
Stéphane Mallarmé (1842–1898)

- Mallary, Richard W. (1929–2011), US-amerikanischer Politiker
- Mallary, Rollin Carolas (1784–1831), US-amerikanischer Politiker
- Mallasz, Gitta (1907–1992), ungarische Grafikerin und Malerin
- Mallat, Annukka (* 1974), finnische Biathletin
- Mallat, Stéphane (* 1962), französischer Mathematiker
- Mallau, Hans-Harald (1930–2006), baptistischer Theologe und Professor für Altes Testament
- Mallaun, Otto (1874–1957), österreichischer Baumeister
- Mallavarapu, Prakash (* 1949), indischer Geistlicher, emeritierter römisch-katholischer Erzbischof von Visakhapatnam
- Mallawarachchi, Chandrika, sri-lankische Badmintonspielerin

### Mallb
- Mällberg, Ane (* 1992), norwegische Handballspielerin und -trainerin

### Malle
- Malle, Anna (1967–2006), US-amerikanische PornodarstellerinAnna Malle (1967–2006)

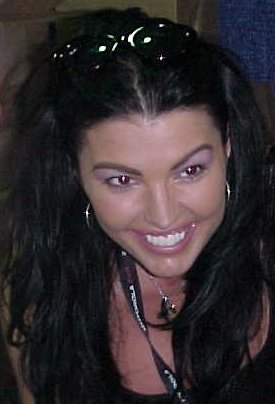
Anna Malle (1967–2006)

- Malle, Gunter (* 1960), deutscher Mathematiker
- Malle, Jean-François (1926–2000), französischer Autorennfahrer
- Malle, Julia (* 1983), österreichische Politikerin (Grüne), Landtagsabgeordnete
- Mallé, Ladji (* 2001), malisch-mauretanischer Fußballspieler
- Malle, Louis (1932–1995), französischer Filmregisseur, -produzent und Drehbuchautor
- Mallé, Maria (* 1947), deutsch-österreichische Schauspielerin, Sängerin, Musicaldarstellerin, Diseuse und Entertainerin
- Malle, Markus (* 1971), österreichischer Politiker (ÖVP), Abgeordneter zum Kärntner Landtag
- Malle, Wilhelm (* 1956), österreichischer Speerwerfer
- Malle, Xavier (* 1965), französischer Geistlicher, Bischof von Gap
- Mallea, Eduardo (1903–1982), argentinischer Schriftsteller und Diplomat
- Mallebrein, Alfred (1907–1982), baden-württembergischer Verwaltungsjurist
- Mallebrein, Rainer (* 1933), deutscher Nachrichtentechnik-Ingenieur
- Malleck, Johann Gottfried (1733–1798), österreichischer Orgelbauer
- Mallée, Ralph (* 1945), deutscher Großmeister im Fernschach sowie Meisterspieler im Nahschach
- Mallégol, Yannick (* 1968), französischer Autorennfahrer
- Malleier, Elisabeth (* 1961), italienische Historikerin (Südtirol)
- Malleier, Fabian (* 1998), italienischer Rennrodler
- Malléjac, Jean (1929–2020), französischer Radrennfahrer
- Mallek, Karl (1898–1969), masurischer Schriftsteller, Volkskundler, Publizist und Lehrer
- Mallek, Waldemar (1906–1998), deutscher Grafiker, Maler und Heraldiker
- Mallene, Endel (1933–2002), estnischer Journalist, Kritiker und Übersetzer
- Mallenthein, Johann Christoph Ferdinand Graf von (1682–1749), österreichischer Adeliger und Textilunternehmer
- Mallepree, Arndt, deutscher Taekwondoin
- Mallery, Garrick (1831–1894), US-amerikanischer Ethnologe
- Malleson, Constance (1895–1975), britische Schauspielerin und Schriftstellerin
- Malleson, Elizabeth (1828–1916), englisch-britische Lehrerin und Aktivistin für die Frauenbildung, das Frauenwahlrecht und die ländliche Krankenpflege
- Malleson, Lucy Beatrice (1899–1973), britische Autorin von Kriminalromanen
- Malleson, Miles (1888–1969), britischer Schauspieler und Drehbuchautor
- Malleson, Tamzin (* 1974), britische Filmschauspielerin
- Malleswari, Karnam (* 1975), indische Gewichtheberin
- Mallet, Anatole (1837–1919), schweizerischer Ingenieur
- Mallet, Auguste (1913–1946), französischer Radrennfahrer
- Mallet, Claude (* 1930), französischer Fußballspieler
- Mallet, Demond (* 1978), US-amerikanischer Basketballspieler
- Mallet, Edmé-François (1713–1755), französischer Theologe und Enzyklopädist
- Mallet, Elizabeth (1672–1706), englische Druckerin und Buchhändlerin
- Mallet, Friedrich Ludwig (1792–1865), reformierter Pastor in Bremen, Predigern der Erweckungsbewegung
- Mallet, George (1923–2010), lucianischer Politiker, Generalgouverneur von St. Lucia
- Mallet, Gina (* 1938), britisch-kanadische Autorin
- Mallet, Grégory (* 1984), französischer Schwimmer
- Mallet, Hugo (* 1962), britischer Opernsänger (Tenor)
- Mallet, Jacques-André (1740–1790), Genfer Mathematiker und Astronom
- Mallet, James (* 1955), britischer Biologe
- Mallet, Louis (1864–1936), britischer Diplomat
- Mallet, Nick (* 1956), südafrikanischer Rugbyspieler und -trainer
- Mallet, Pat (1939–2012), französischer Comiczeichner
- Mallet, Patrick (* 1970), Schweizer Comiczeichner
- Mallet, Robert (1810–1881), irischer Geophysiker, Bauingenieur und Erfinder
- Mallet, Serge (1927–1973), französischer Soziologe und Politiker
- Mallet, Tania (1941–2019), britisches Fotomodell und FilmschauspielerinTania Mallet (1941–2019)

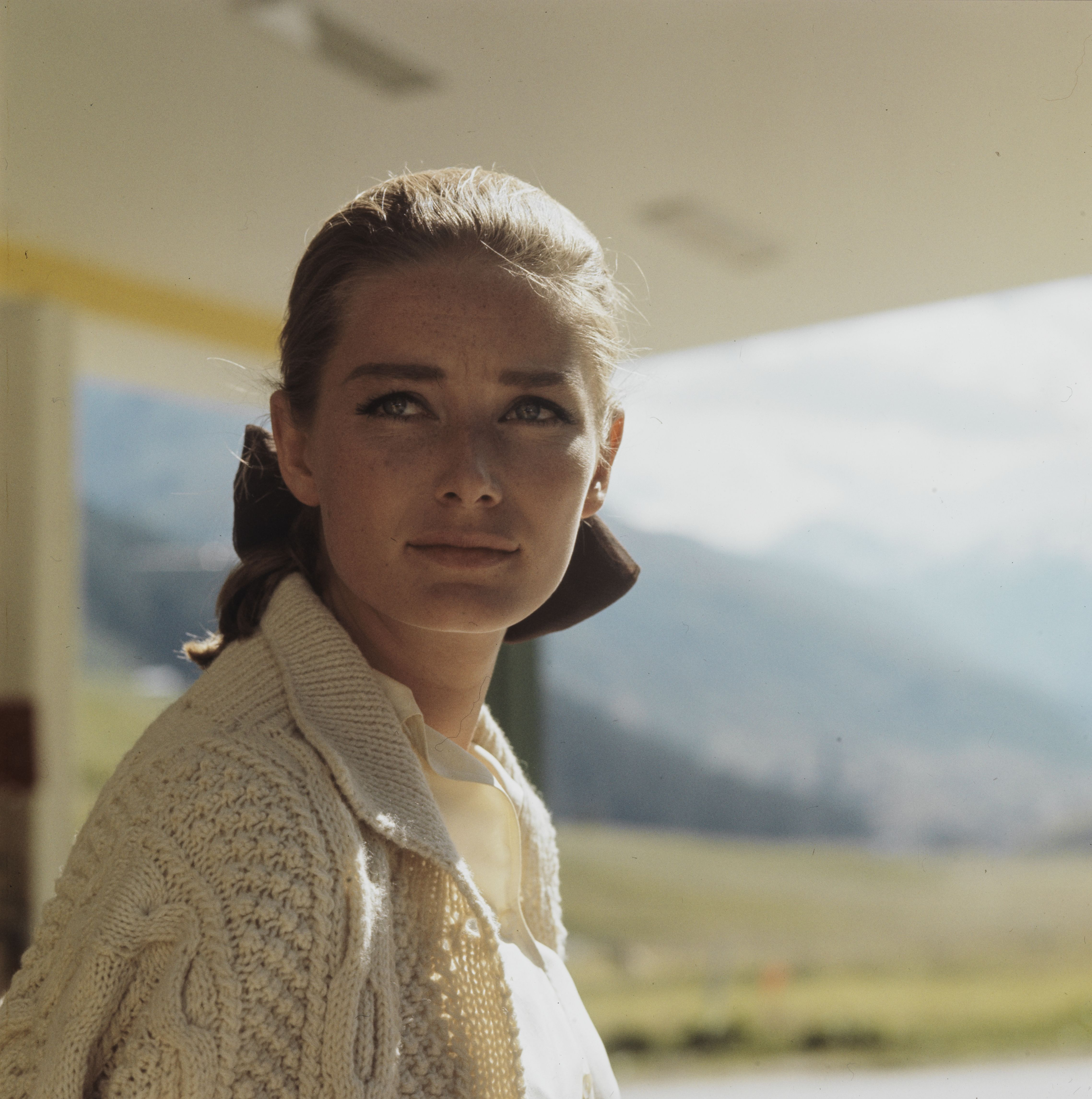
Tania Mallet (1941–2019)

- Mallet, Theo (* 2001), kanadisch-haitianischer Skilangläufer
- Mallet-du-Pan, Jacques (1749–1800), französischer monarchistischer Journalist und Publizist
- Mallet-Joris, Françoise (1930–2016), belgisch-französische Schriftstellerin
- Mallet-Stevens, Robert (1886–1945), avantgardistischer französischer Architekt
- Malletke, Walter (1884–1970), deutscher Wirtschaftswissenschaftler
- Mallett, Ronald (* 1945), US-amerikanischer Physiker
- Mallett, Xanthé (* 1976), schottische forensische Anthropologin, Kriminologin und Fernsehmoderatorin
- Mallette, Carl (* 1981), kanadischer Eishockeyspieler und -trainer
- Mallette, Marcelle, kanadische Geigerin und Musikpädagogin
- Mallette, Troy (* 1970), kanadischer Eishockeyspieler
- Mallette, Yvon (* 1935), kanadischer Animator
- Malleveau, Pierre (1889–1942), französischer Autorennfahrer
- Malleville, Claude de (1597–1647), französischer Schriftsteller
- Malley, Avril (* 1957), britische Judoka
- Malley, Bill (1934–2023), US-amerikanischer Szenenbildner und Artdirector
- Malley, George (* 1955), US-amerikanischer Hindernis- und Langstreckenläufer
- Malley, Matthew (* 1963), US-amerikanischer Bassist, Songwriter und Musikproduzent

### Malli
- Malli, Jaël (* 1979), Schweizer MusikerinJaël Malli (* 1979)

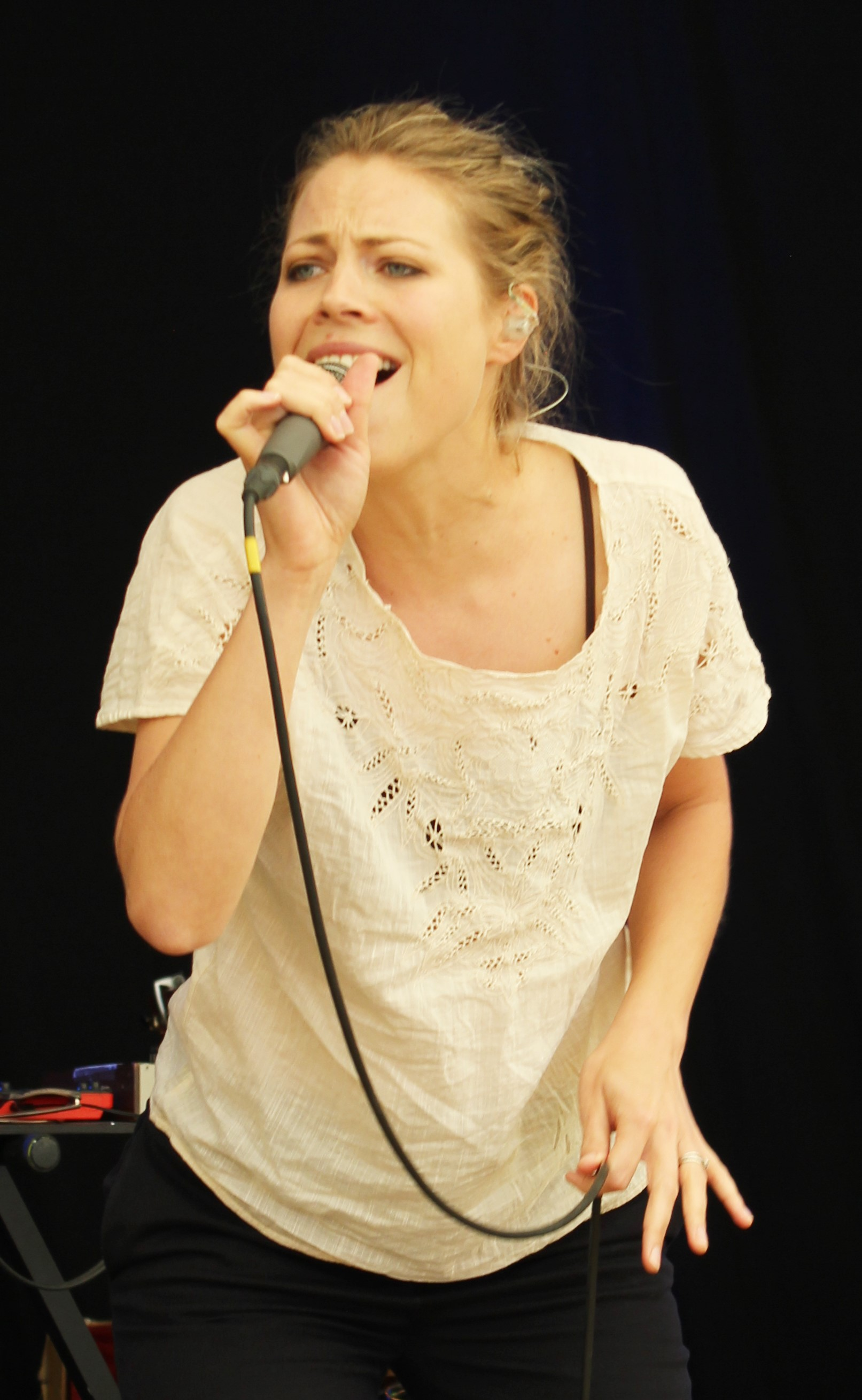
Jaël Malli (* 1979)

- Malli, Walter (1940–2012), österreichischer Zeichner und Musiker
- Malli, Yunus (* 1992), türkisch-deutscher Fußballspieler
- Mallia, Franco (* 1961), italienischer Astronom und Asteroidenentdecker
- Mallia, George (* 1978), maltesischer Fußballspieler
- Malliarakis, Matila (* 1986), französischer Schauspieler
- Malliaris, Maryanthe, US-amerikanische Mathematikerin
- Malliaris, Michael (* 1964), deutscher Archäologe und Historiker
- Malliavin, Marie-Paule (1935–2019), französische Mathematikerin
- Malliavin, Paul (1925–2010), französischer Mathematiker
- Mallick, Muhammad Naqi (* 1928), pakistanischer Radrennfahrer
- Mallickh, Alexander (1925–2020), deutscher Politiker (NDPD)
- Mallié, Loïc (* 1947), französischer Organist und Komponist
- Mallié, Richard (* 1948), französischer Politiker, Mitglied der Nationalversammlung
- Mallien, Sander (* 1958), Schweizer Politiker
- Malliff, Katie (* 2003), englische Squashspielerin
- Mallin, Harry (1892–1969), britischer Boxer
- Mallina, Erich (1873–1954), österreichischer Maler und Hochschullehrer
- Mallinckrodt, Arnold (1768–1825), deutscher Schriftsteller, Verleger und Publizist
- Mallinckrodt, Bernhard von (1591–1664), römisch-katholischer Geistlicher
- Mallinckrodt, Bernhard von († 1676), Domherr in Münster
- Mallinckrodt, Eberhard von († 1658), Domherr in Münster
- Mallinckrodt, Franz († 1832), Dortmunder Bürgermeister
- Mallinckrodt, Friedrich von (1894–1941), deutscher Offizier und Testpilot
- Mallinckrodt, Gustav (1799–1856), Unternehmer
- Mallinckrodt, Gustav von (1859–1939), deutscher Industrieller und Politiker
- Mallinckrodt, Heinrich von († 1649), Domvikar in Münster und Domkantor in Osnabrück
- Mallinckrodt, Hermann von (1821–1874), deutscher Politiker (Zentrum), MdR
- Mallinckrodt, Max von (1873–1944), deutscher Gutsbesitzer und Autor
- Mallinckrodt, Meinulf von (1861–1947), deutscher Landrat des Kreises Meschede (1897–1926)
- Mallinckrodt, Pauline von (1817–1881), deutsche OrdensgründerinPauline von Mallinckrodt (1817–1881)

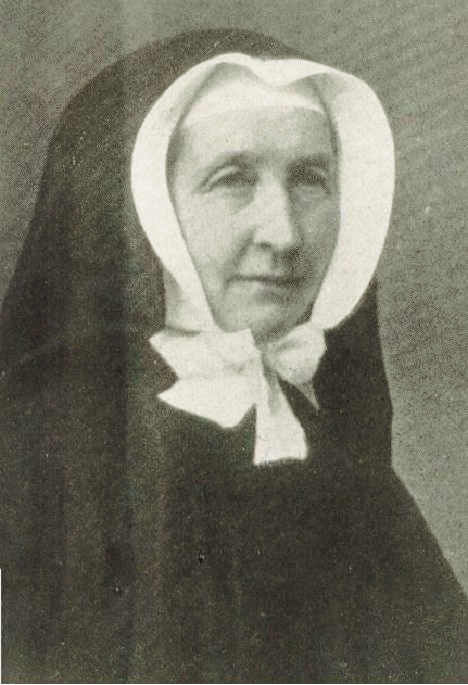
Pauline von Mallinckrodt (1817–1881)

- Mallinckrodt, Rebekka von (* 1971), deutsche Historikerin
- Mallinckrodt-Haupt, Asta von (1896–1960), deutsche Dermatologin
- Mallinckrodt-Schnitzler, Lilly von (1889–1981), deutsche Mäzenin
- Malling Agger, Viilbjørk (* 1997), dänische Schauspielerin
- Malling, Jørgen (1836–1905), dänischer Komponist
- Malling, Mathilda (1864–1942), schwedische Schriftstellerin
- Malling, Otto (1848–1915), dänischer Organist und Komponist
- Malling, Peter Tidemand (1807–1878), norwegischer Buchdrucker, Verleger und Buchhändler
- Malling, Søren (* 1964), dänischer SchauspielerSøren Malling (* 1964)

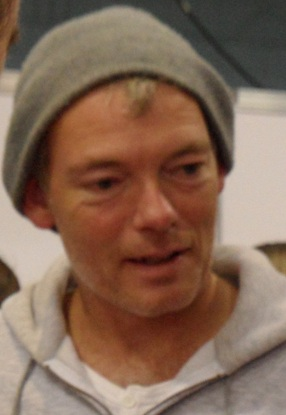
Søren Malling (* 1964)

- Malling-Hansen, Rasmus (1835–1890), dänischer Pastor und Erfinder einer der ersten Schreibmaschinen
- Mallinger, Bernie (* 1969), österreichischer Musiker (Geige, Komposition, Arrangement)
- Mallinger, Christoph, österreichischer Jazzmusiker (Geige, Gitarre, Mandoline, Gesang)
- Mallinger, Josef (1881–1963), österreichischer Politiker (LB), Landtagsabgeordneter
- Mallinger, Mathilde (1848–1920), österreichische Opernsängerin (Sopran) und Gesangspädagogin
- Mallion, Jean (1903–1986), französischer Romanist und Literaturwissenschaftler
- Mallios, Charalampos (* 1987), griechischer Handballspieler
- Malliotakis, Nicole (* 1980), US-amerikanische Politikerin der Republikanischen Partei
- Mallison, Arthur (1854–1929), deutscher Jurist und Präsident der Reichsbahndirektion Köln
- Mallison, Heinrich (1886–1959), deutscher Chemiker
- Mallison, Oliver (* 1971), deutscher Schauspieler und Hörspielsprecher
- Mallius Maximus, Gnaeus, römischer Senator, Konsul 105 v. Chr.
- Mallius Theodorus, Flavius, römischer Schriftsteller und Politiker
- Mallius, Lucius, römischer Maler

### Mallm
- Mallmann, Bernd (* 1966), deutscher Autor und Schachpädagoge
- Mallmann, Emil von (1831–1903), deutscher Kaufmann und Politiker
- Mallmann, Hubert (1910–1994), deutscher Politiker (SPD), MdL
- Mallmann, Josef (1795–1857), deutscher Kaufmann, MdA
- Mallmann, Josef von (1827–1886), deutsch-österreichischer Überseekaufmann
- Mallmann, Klaus-Michael (* 1948), deutscher Historiker
- Mallmann, Otto (* 1945), deutscher Jurist, Richter am Bundesverwaltungsgericht a. D.
- Mallmann, Wallyson (* 1994), brasilianischer Fußballspieler
- Mallmann, Walter (* 1940), deutscher Politiker (CDU), MdL
- Mallmann-Biehler, Marion (* 1947), deutsche Bibliothekarin

### Mallo
- Mallo, Christine (* 1966), französische Langstreckenläuferin
- Mallo, Dani (* 1979), spanischer Fußballspieler
- Mallo, Ernesto (* 1948), argentinischer Schriftsteller
- Mallo, Facundo (* 1995), uruguayischer Fußballspieler
- Mallo, Hugo (* 1991), spanischer Fußballspieler
- Mallo, Maruja (1902–1995), galicisch-spanische Malerin des Surrealismus
- Mallo-Breton, Auriane (* 1993), französische Fechterin
- Mallobaudes, römischer Feldherr und fränkischer König
- Mallobaudes, römischer Offizier fränkischer Abstammung
- Malloch Brown, Mark, Baron Malloch-Brown (* 1953), britischer Journalist, Ökonom und UN-Spitzenfunktionär
- Malloch, Ted (* 1952), US-amerikanischer Unternehmer, Hochschulprofessor und Buchautor
- Mallock, Henry R. A. (1851–1933), englischer Ingenieur
- Mallock, Ray (* 1951), britischer Autorennfahrer und Rennwagenkonstrukteur
- Mallol, Llorenç, katalanischer Dichter
- Mallon, Bill (* 1952), US-amerikanischer Sporthistoriker und Orthopäde
- Mallon, James Joseph (1874–1961), britischer Sozialreformer und politischer Aktivist
- Mallon, Jean (1904–1982), französischer Paläograph
- Mallon, Mary (1869–1938), US-amerikanische Frau, Person der amerikanischen MedizingeschichteMary Mallon (1869–1938)

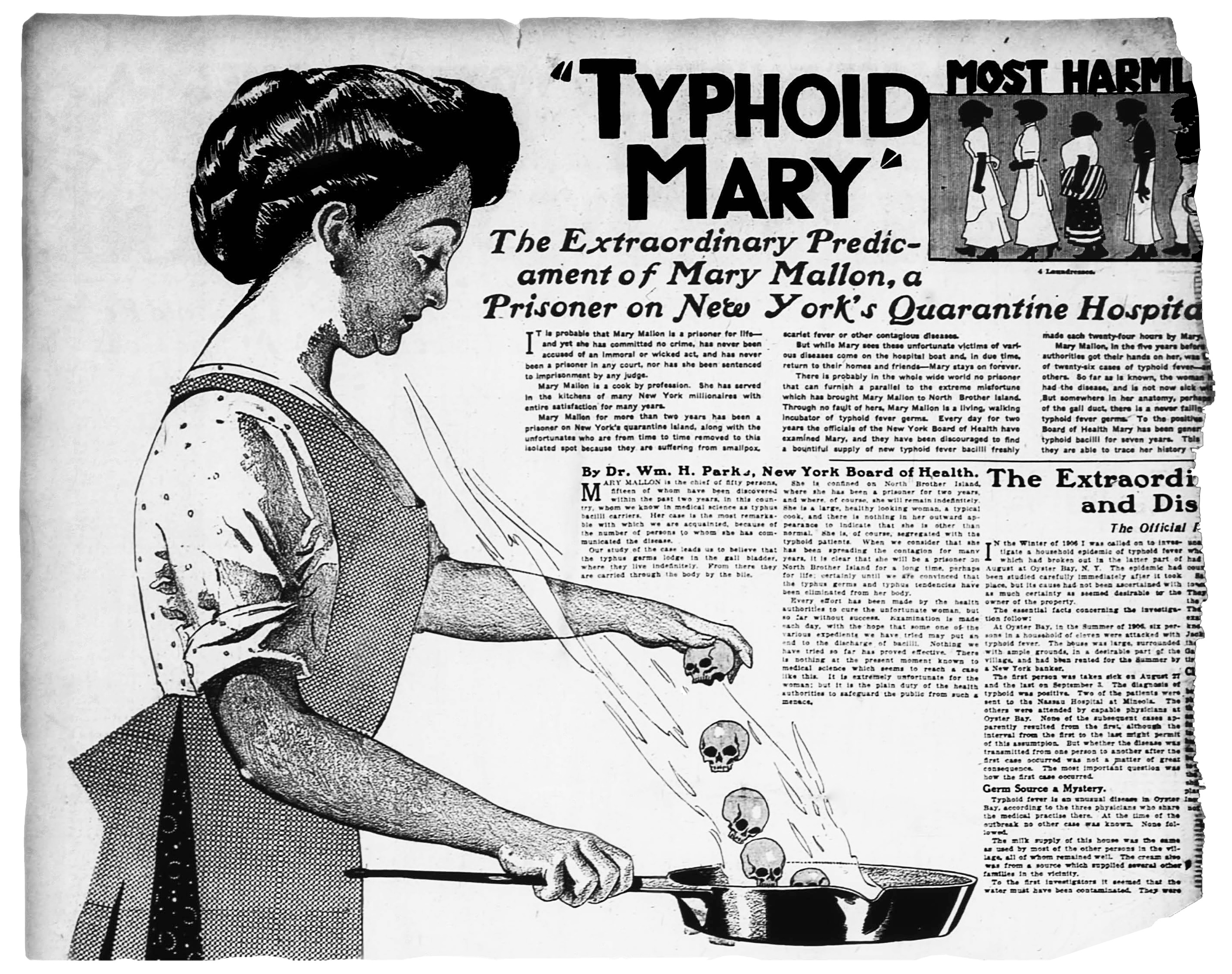
Mary Mallon (1869–1938)

- Mallon, Peter Joseph (1929–2007), kanadischer Geistlicher, Erzbischof von Regina
- Mallon, Seamus (1936–2020), stellvertretender Erster Minister von Nordirland
- Mallon, Willi (1926–1995), deutscher Tischtennisspieler
- Mallona Txertudi, Iñaki (1934–2021), spanischer Ordensgeistlicher, römisch-katholischer Bischof von Arecibo
- Mallory, Boots (1913–1958), US-amerikanische Schauspielerin, Tänzerin und Model
- Mallory, Brenda (* 1957), US-amerikanische Juristin
- Mallory, Charles King, US-amerikanischer Politologe
- Mallory, Daniel (* 1979), US-amerikanischer Autor
- Mallory, Francis (1807–1860), US-amerikanischer Politiker
- Mallory, Frank (1862–1941), US-amerikanischer Pathologe und Professor für Pathologie an der Harvard University
- Mallory, George (* 1886), britischer BergsteigerGeorge Mallory (* 1886)

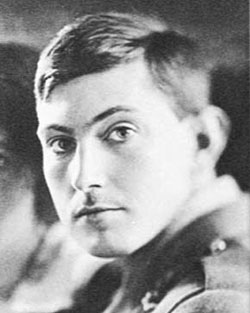
George Mallory (* 1886)

- Mallory, Glynn C. Jr. (1939–2020), US-amerikanischer Offizier, Generalleutnant der US-Army
- Mallory, James Patrick (* 1945), US-amerikanischer Sprachwissenschaftler und Archäologe
- Mallory, Mark (* 1962), US-amerikanischer Politiker, Bürgermeister von Cincinnati
- Mallory, Meredith (1781–1855), US-amerikanischer Jurist und Politiker
- Mallory, Molla (1884–1959), norwegisch-US-amerikanische Tennisspielerin
- Mallory, Ramona, US-amerikanische Schauspielerin
- Mallory, Robert (1815–1885), US-amerikanischer Politiker
- Mallory, Rufus (1831–1914), US-amerikanischer Jurist und Politiker
- Mallory, Stephen Russell junior (1848–1907), US-amerikanischer Politiker
- Mallory, Stephen Russell senior († 1873), US-amerikanischer Politiker
- Mallory, Tamika (* 1980), amerikanische Aktivistin für Feminismus
- Mallory, Victoria (1948–2014), US-amerikanische Schauspielerin, Sängerin und Model
- Mallory, William Leslie Sr. (1931–2013), US-amerikanischer Politiker
- Mallosus, Märtyrer der katholischen Kirche, Angehöriger der Thebäischen Legion
- Mallot, Hanspeter A. (* 1956), deutscher Neurobiologe und Kognitionswissenschaftler
- Malloth, Anton (1912–2002), deutscher Aufseher im Gestapo-Gefängnis Kleine Festung Theresienstadt
- Mallott, Byron (1943–2020), US-amerikanischer Politiker
- Mallouk, Thomas E. (* 1954), US-amerikanischer Chemiker und Materialwissenschaftler
- Malloum, Félix (1932–2009), tschadischer Politiker, Präsident des Tschad (1975–1979)
- Malloussi, Souad (* 1957), marokkanische Kugelstoßerin
- Mallove, Eugene (1947–2004), US-amerikanischer Publizist, Verleger der Zeitschrift Infinite Energy
- Mallovendus, Fürst der germanischen Marser
- Mallow, Johannes (* 1981), deutscher Gedächtnissportler
- Mallowan, Max (1904–1978), britischer ArchäologeMax Mallowan (1904–1978)

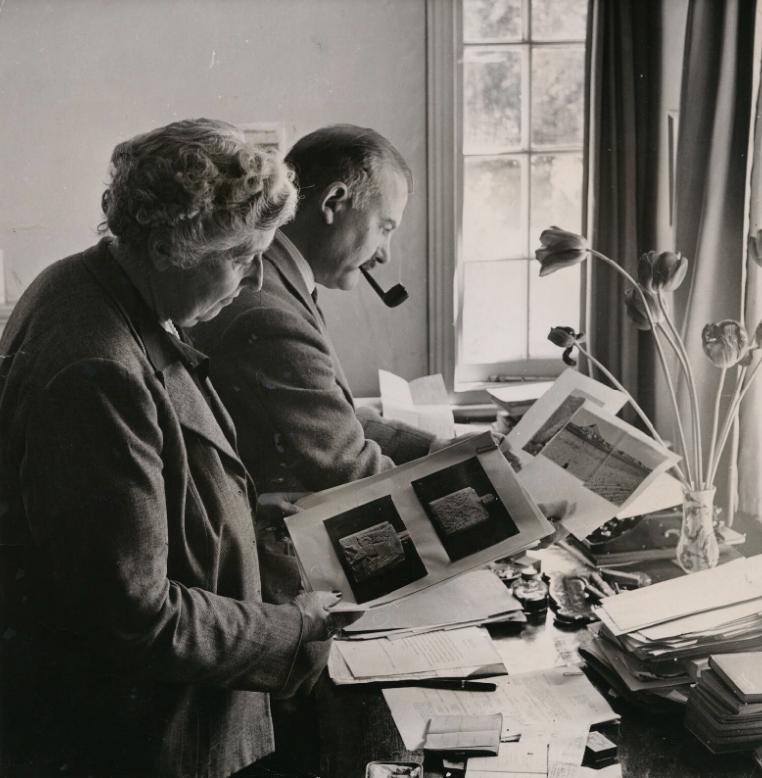
Max Mallowan (1904–1978)

- Malloway, Richard (1907–1987), kanadischer Häuptling der Sto:lo (Kanada)
- Malloy, Alexandra (* 1994), US-amerikanische Volleyballspielerin
- Malloy, Dan (* 1955), US-amerikanischer Politiker
- Malloy, David John (* 1956), US-amerikanischer Geistlicher, römisch-katholischer Bischof von Rockford
- Malloy, Ed (* 1971), US-amerikanischer Basketballschiedsrichter
- Malloy, Larkin (1954–2016), US-amerikanischer Schauspieler und Moderator
- Malloy, Marti (* 1986), US-amerikanische Judoka
- Malloy, Michael (1873–1933), irisch-amerikanischer Wanderarbeiter und Mordopfer
- Malloy, Norm (1913–1964), kanadischer Eishockeyspieler
- Malloy, Robert (* 1986), US-amerikanisch-australischer Eishockeyspieler
- Mallozzi, Beatrice (* 2000), italienische Triathletin
- Mallozzi, Joseph (* 1965), kanadischer Regisseur, Produzent und Drehbuchautor
- Mallozzi, Lou (* 1957), US-amerikanischer Audio- und Performancekünstler

### Mallw
- Mallwitz, Alfred (1919–1986), deutscher Bauforscher
- Mallwitz, Arthur (1880–1968), deutscher Leichtathlet und erster Sportarzt der Welt
- Mallwitz, Heiko (* 1967), deutscher Fernsehmoderator, Kommentator und Autor
- Mallwitz, Joana (* 1986), deutsche Dirigentin und GeneralmusikdirektorinJoana Mallwitz (* 1986)

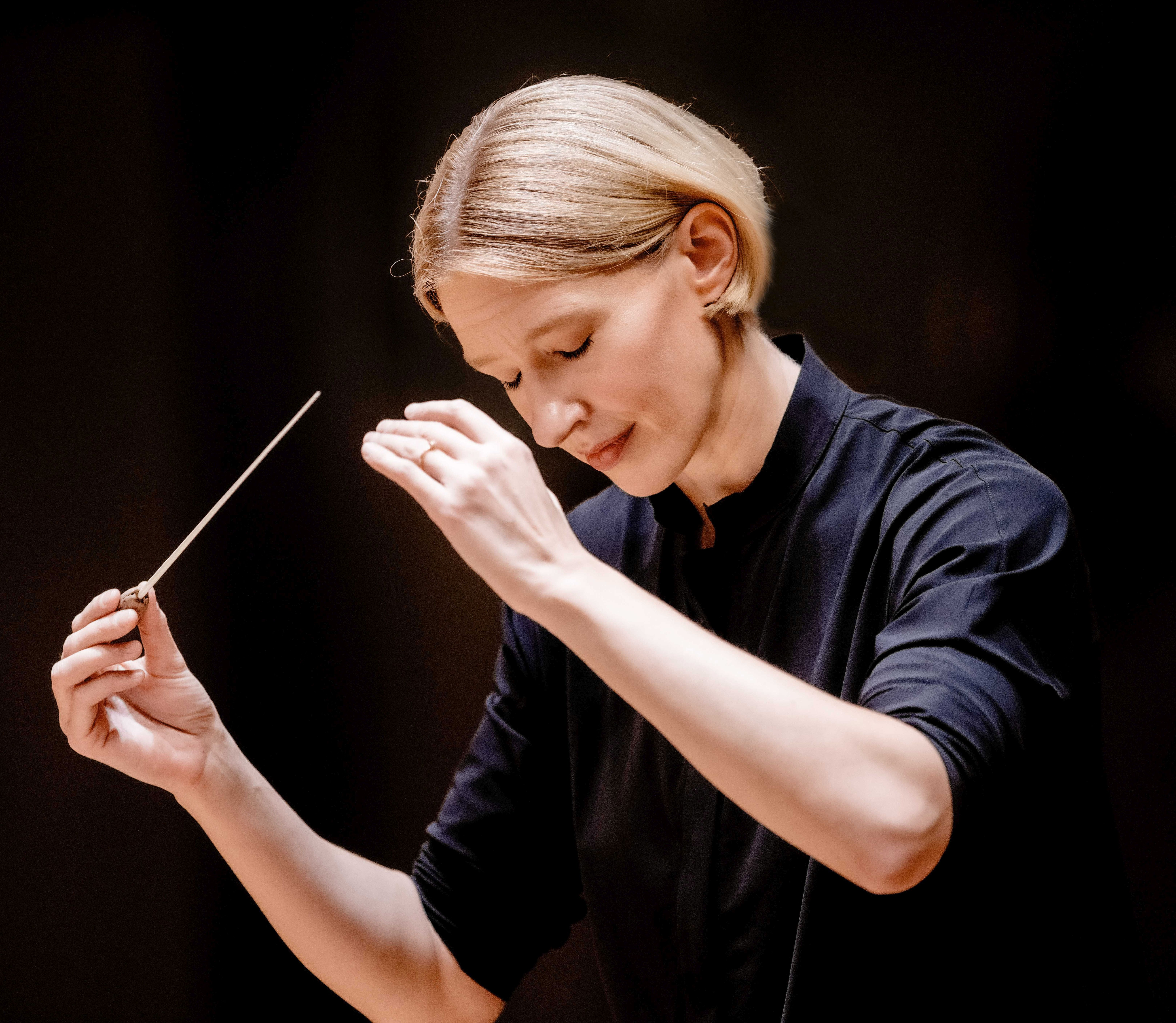
Joana Mallwitz (* 1986)

- Mallwitz, Marino (* 1996), deutscher Handballspieler

### Mally
- Mally, Anita (1948–1999), deutsche Schauspielerin, Schriftstellerin und Drehbuchautorin
- Mally, Antal (1890–1958), ungarischer Fußballspieler und -trainer
- Mally, Ernst (1879–1944), österreichischer Philosoph
- Mally, Georg (1793–1858), österreichischer Lehrer und Politiker
- Mally, Heribert (1929–1995), deutscher Polizeioffizier der DVP
- Mally, Komlan (* 1960), togoischer Politiker, Premierminister von Togo
- Mally, Leo Hans (1901–1987), deutscher Schriftsteller
- Mally, Oliver (* 1966), österreichischer Blues-Musiker
- Mally, Placidus (1670–1745), österreichischer Geistlicher
- Mally, Remo (* 1991), österreichischer Fußballspieler
- Mally, Trude (1928–2009), österreichische Sängerin und Jodlerin
- Mally, Wolfgang (* 1952), deutscher Künstler
- Mallya, Vijay (* 1955), indischer Unternehmer